# Coelidia signoreti
Coelidia signoreti är en insektsart som beskrevs av Spångberg 1878. Coelidia signoreti ingår i släktet Coelidia och familjen dvärgstritar. Inga underarter finns listade i Catalogue of Life.